# Goran Maksimović
Pour les articles homonymes, voir Maksimović.
Goran Maksimović (serbe : Горан Максимовић), né le 27 juillet 1963 à Jagodina, est un tireur sportif yougoslave.

## Carrière
Goran Maksimović participe à cinq Jeux olympiques (1984, 1988, 1992, 1996 et 2000), remportant en 1988 à Séoul la médaille d'or en carabine à air comprimé à 10 mètres. Il est médaillé d'argent dans cette même discipline lors des Jeux méditerranéens de 1991 à Athènes.

## Famille
Sa fille Ivana Maksimović est une tireuse sportive, médaillée olympique en 2012.